# Lameck Banda
Lameck Banda (Lusaka, 29 gennaio 2001) è un calciatore zambiano, attaccante del Lecce e della nazionale zambiana.

## Carriera

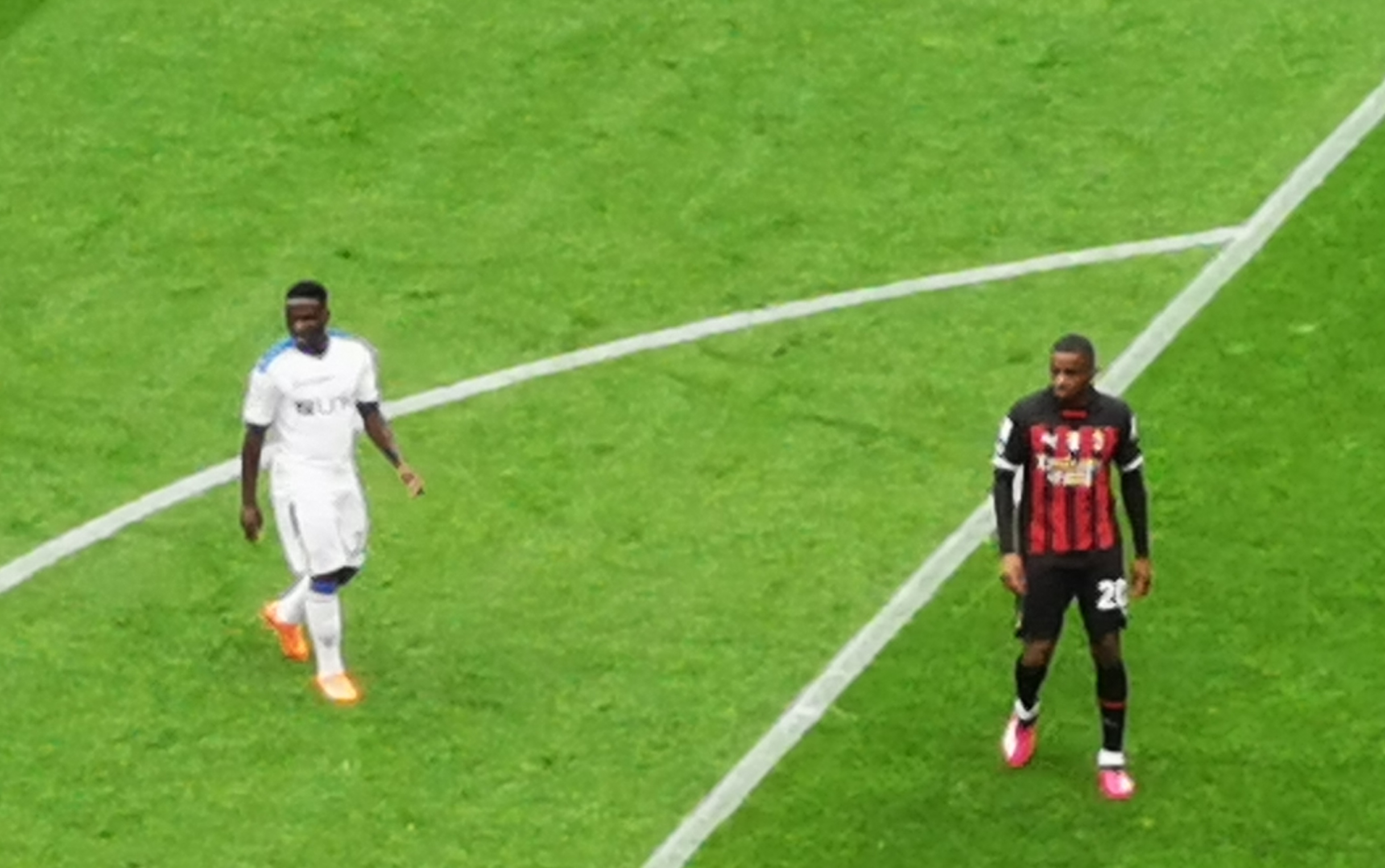
Banda e Kalulu in -Lecce dell'aprile 2023.

### Club

#### Gli inizi e le esperienze in Russia e a Israele
Comincia la carriera in patria, militando nello Nkwazi e poi nello ZESCO Utd, con cui vince due campionati zambiani (2018, 2019).
Il 10 luglio 2019 viene acquistato dall'Arsenal Tula, club con cui esordisce nella massima divisione russa due giorni più tardi, venendo schierato come titolare contro la Dinamo Mosca. Il 3 settembre 2020 si accasa al Maccabi Netanya, club della massima divisione israeliana con cui disputa un'annata. Rientrato all'Arsenal Tula, il 6 agosto 2021 viene prestato al Maccabi Petah Tiqwa per una stagione.

#### Lecce
Il 4 agosto 2022 viene prelevato a titolo definitivo dal Lecce, con cui esordisce in Serie A il 13 agosto seguente, subentrando nel secondo tempo della partita persa in casa contro l'Inter (1-2) e diventando il primo zambiano a giocare nella massima serie italiana. Il 12 novembre successivo segna la sua prima rete in campionato, nel successo per 2-0 in casa della Sampdoria.
Il 4 gennaio 2023, durante la partita casalinga vinta per 2-1 contro la Lazio, è vittima, insieme al compagno di squadra Samuel Umtiti, di insulti razzisti da parte di diversi tifosi biancocelesti presenti nel settore ospiti dello stadio Via del mare. Insieme al compagno viene difeso dal pubblico locale e dalla società leccese, rappresentata dal presidente Saverio Sticchi Damiani; il club laziale condanna l'accaduto tramite un comunicato ufficiale. L'avvenimento viene stigmatizzato anche dal presidente della FIFA, Gianni Infantino, autore di un messaggio di sostegno a entrambi i giocatori coinvolti sul proprio profilo Instagram.
L'8 novembre 2024, durante la partita di campionato contro l'Empoli, riporta la rottura del malleolo della caviglia, vedendosi dunque costretto a rimanere lontano dai campi per quattro mesi.

### Nazionale
Nel 2019 esordisce con la nazionale zambiana Under-23, con cui partecipa, nello stesso anno, alla Coppa d'Africa di categoria.
Debutta con la nazionale maggiore zambiana il 25 marzo 2022, in occasione dell'amichevole contro la Rep. del Congo vinta per 3-1. Il 23 marzo 2023 segna i suoi primi gol con la nazionale, realizzando una doppietta nella vittoria per 3-1 contro il Lesotho in una partita valida per le qualificazioni alla Coppa d'Africa 2023.

## Statistiche

### Presenze e reti nei club
Statistiche aggiornate al 19 aprile 2025.
| Stagione            | Squadra             | Campionato          | Campionato | Campionato | Coppe nazionali | Coppe nazionali | Coppe nazionali | Coppe continentali | Coppe continentali | Coppe continentali | Altre coppe | Altre coppe | Altre coppe | Totale | Totale |
| Stagione            | Squadra             | Comp                | Pres       | Reti       | Comp            | Pres            | Reti            | Comp               | Pres               | Reti               | Comp        | Pres        | Reti        | Pres   | Reti   |
| ------------------- | ------------------- | ------------------- | ---------- | ---------- | --------------- | --------------- | --------------- | ------------------ | ------------------ | ------------------ | ----------- | ----------- | ----------- | ------ | ------ |
| 2019-2020           | Arsenal Tula        | PL                  | 9          | 0          | CR              | 0               | 0               | UEL                | 2                  | 0                  |             | -           | -           | 11     | 0      |
| ago. 2020           | Arsenal Tula        | PL                  | 2          | 0          | CR              | -               | -               |                    | -                  | -                  |             | -           | -           | 2      | 0      |
| Totale Arsenal Tula | Totale Arsenal Tula | Totale Arsenal Tula | 11         | 0          |                 | 0               | 0               |                    | 2                  | 0                  |             | -           | -           | 13     | 0      |
| 2020-2021           | Maccabi Netanya     | LHA                 | 18+6       | 1+1        | CI+TC           | 1+0             | 0               |                    | -                  | -                  |             | -           | -           | 25     | 2      |
| 2021-2022           | Maccabi Petah Tiqwa | LHA                 | 26+7       | 7+1        | CI+TC           | 1+1             | 1+1             |                    | -                  | -                  |             | -           | -           | 35     | 10     |
| 2022-2023           | Lecce               | A                   | 36         | 2          | CI              | -               | -               |                    | -                  | -                  |             | -           | -           | 36     | 2      |
| 2023-2024           | Lecce               | A                   | 21         | 2          | CI              | 2               | 0               |                    | -                  | -                  |             | -           | -           | 23     | 2      |
| 2024-2025           | Lecce               | A                   | 14         | 0          | CI              | 2               | 0               |                    | -                  | -                  |             | -           | -           | 16     | 0      |
| Totale Lecce        | Totale Lecce        | Totale Lecce        | 71         | 4          |                 | 4               | 0               |                    | -                  | -                  |             | -           | -           | 75     | 4      |
| Totale carriera     | Totale carriera     | Totale carriera     | 139        | 14         |                 | 7               | 2               |                    | 2                  | 0                  |             | -           | -           | 158    | 16     |

### Cronologia presenze e reti in nazionale
| Cronologia completa delle presenze e delle reti in nazionale ― Zambia | Cronologia completa delle presenze e delle reti in nazionale ― Zambia | Cronologia completa delle presenze e delle reti in nazionale ― Zambia | Cronologia completa delle presenze e delle reti in nazionale ― Zambia | Cronologia completa delle presenze e delle reti in nazionale ― Zambia | Cronologia completa delle presenze e delle reti in nazionale ― Zambia | Cronologia completa delle presenze e delle reti in nazionale ― Zambia | Cronologia completa delle presenze e delle reti in nazionale ― Zambia |
| Data                                                                  | Città                                                                 | In casa                                                               | Risultato                                                             | Ospiti                                                                | Competizione                                                          | Reti                                                                  | Note                                                                  |
| --------------------------------------------------------------------- | --------------------------------------------------------------------- | --------------------------------------------------------------------- | --------------------------------------------------------------------- | --------------------------------------------------------------------- | --------------------------------------------------------------------- | --------------------------------------------------------------------- | --------------------------------------------------------------------- |
| 25-3-2022                                                             | Gaziantep                                                             | Zambia                                                                | 3 – 1                                                                 | Rep. del Congo                                                        | Amichevole                                                            | -                                                                     | 74’                                                                   |
| 27-3-2022                                                             | Antalya                                                               | Zambia                                                                | 1 – 2                                                                 | Benin                                                                 | Amichevole                                                            | -                                                                     |                                                                       |
| 3-6-2022                                                              | Yamoussoukro                                                          | Costa d'Avorio                                                        | 3 – 1                                                                 | Zambia                                                                | Qual. Coppa d'Africa 2023                                             | -                                                                     | 46’                                                                   |
| 7-6-2022                                                              | Lusaka                                                                | Zambia                                                                | 2 – 1                                                                 | Comore                                                                | Qual. Coppa d'Africa 2023                                             | -                                                                     | 57’                                                                   |
| 17-11-2022                                                            | Petah Tiqwa                                                           | Israele                                                               | 4 – 2                                                                 | Zambia                                                                | Amichevole                                                            | -                                                                     |                                                                       |
| 23-3-2023                                                             | Ndola                                                                 | Zambia                                                                | 3 – 1                                                                 | Lesotho                                                               | Qual. Coppa d'Africa 2023                                             | 2                                                                     | 13’                                                                   |
| 26-3-2023                                                             | Soweto                                                                | Lesotho                                                               | 0 – 2                                                                 | Zambia                                                                | Qual. Coppa d'Africa 2023                                             | -                                                                     | 82’                                                                   |
| 17-6-2023                                                             | Ndola                                                                 | Zambia                                                                | 3 – 0                                                                 | Costa d'Avorio                                                        | Qual. Coppa d'Africa 2023                                             | -                                                                     |                                                                       |
| 9-9-2023                                                              | Moroni                                                                | Comore                                                                | 1 – 1                                                                 | Zambia                                                                | Qual. Coppa d'Africa 2023                                             | -                                                                     | 85’                                                                   |
| 17-11-2023                                                            | Ndola                                                                 | Zambia                                                                | 4 – 2                                                                 | Rep. del Congo                                                        | Qual. Mondiali 2026                                                   | 1                                                                     | 83’                                                                   |
| 21-11-2023                                                            | Marrakech                                                             | Niger                                                                 | 2 – 1                                                                 | Zambia                                                                | Qual. Mondiali 2026                                                   | -                                                                     | 90+6’                                                                 |
| 9-1-2024                                                              | Gedda                                                                 | Zambia                                                                | 1 – 1                                                                 | Camerun                                                               | Amichevole                                                            | -                                                                     | 46’ 87’                                                               |
| 17-1-2024                                                             | San-Pédro                                                             | RD del Congo                                                          | 1 – 1                                                                 | Zambia                                                                | Coppa d'Africa 2023 - 1º turno                                        | -                                                                     | 76’                                                                   |
| 21-1-2024                                                             | San-Pédro                                                             | Zambia                                                                | 1 – 1                                                                 | Tanzania                                                              | Coppa d'Africa 2023 - 1º turno                                        | -                                                                     | 45+1’ 87’                                                             |
| 24-1-2024                                                             | San-Pédro                                                             | Zambia                                                                | 0 – 1                                                                 | Marocco                                                               | Coppa d'Africa 2023 - 1º turno                                        | -                                                                     |                                                                       |
| 6-9-2024                                                              | Bouaké                                                                | Costa d'Avorio                                                        | 2 – 0                                                                 | Zambia                                                                | Qual. Coppa d'Africa 2025                                             | -                                                                     | 71’                                                                   |
| 10-9-2024                                                             | Ndola                                                                 | Zambia                                                                | 3 – 2                                                                 | Sierra Leone                                                          | Qual. Coppa d'Africa 2025                                             | -                                                                     | 46’                                                                   |
| Totale                                                                |                                                                       | Presenze                                                              | 17                                                                    |                                                                       | Reti                                                                  | 3                                                                     |                                                                       |

## Palmarès

### Competizioni nazionali
- Campionato zambiano: 2

ZESCO United: 2018, 2019